# Konecchlumí
Konecchlumí település Csehországban, a Jičíni járásban. Konecchlumí Podhorní Újezd a Vojice, Lužany, Choteč, Kovač és Mlázovice településekkel határos. Lakosainak száma 421 fő (2024. január 1.).

## Népesség
A település lakosságának változását az alábbi diagram mutatja:
| Lakosok száma | 741  | 711  | 597  | 441  | 317  | 318  | 382  | 388  | 411  | 421  |
|               | 1869 | 1890 | 1921 | 1950 | 1980 | 2001 | 2017 | 2019 | 2022 | 2024 |